# Puchow
Puchow foi um município da Alemanha localizado no distrito de Müritz, estado de Mecklemburgo-Pomerânia Ocidental.
Pertencia ao Amt de Penzliner Land. Desde 1 de janeiro de 2012, faz parte do município de Kuckssee.